# Mareuil-sur-Arnon
Mareuil-sur-Arnon is een gemeente in het Franse departement Cher (regio Centre-Val de Loire) en telt 601 inwoners (2004). De plaats maakt deel uit van het arrondissement Bourges.

## Geografie
De oppervlakte van Mareuil-sur-Arnon bedraagt 25,5 km², de bevolkingsdichtheid is 23,6 inwoners per km².
De onderstaande kaart toont de ligging van Mareuil-sur-Arnon met de belangrijkste infrastructuur en aangrenzende gemeenten.

## Demografie
Onderstaande figuur toont het verloop van het inwonertal (bron: INSEE-tellingen).